# Klucz telegraficzny

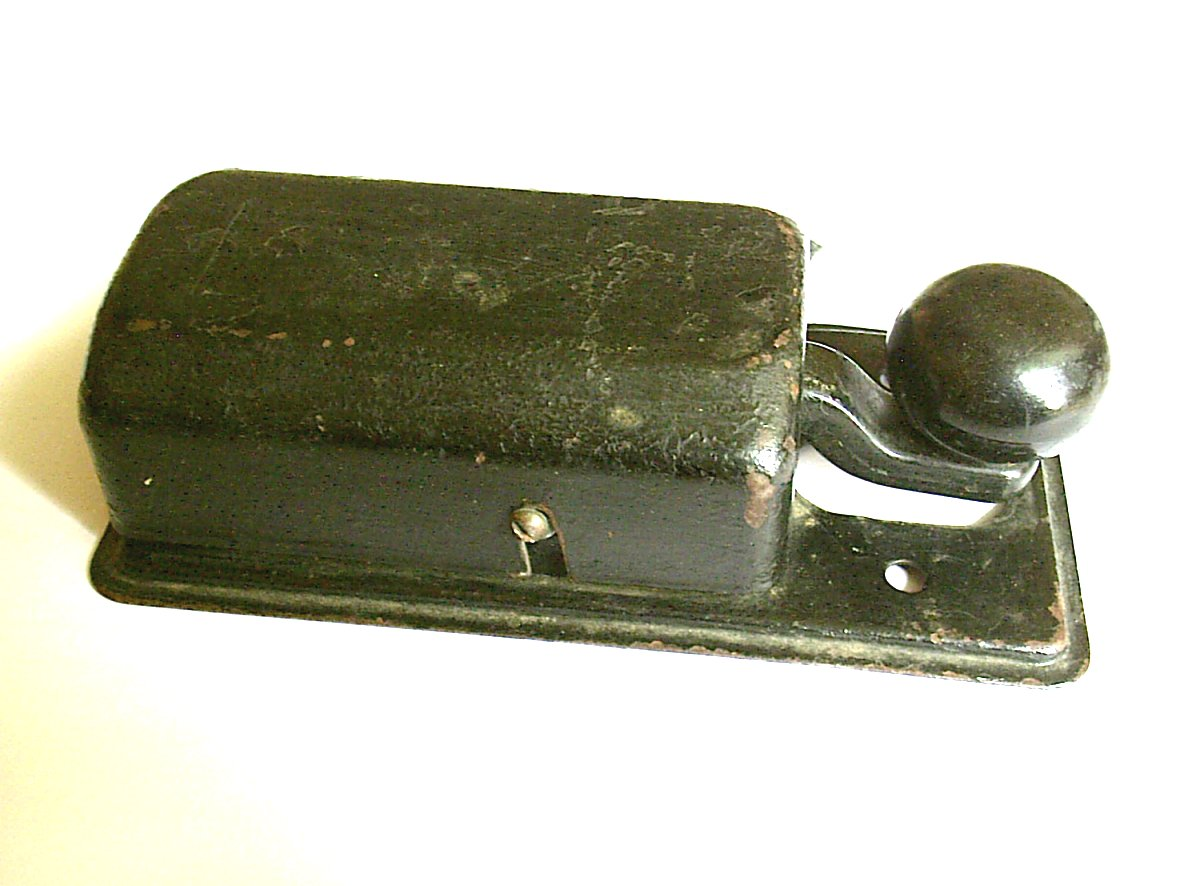
Klucz telegraficzny od radiostacji RBM-1

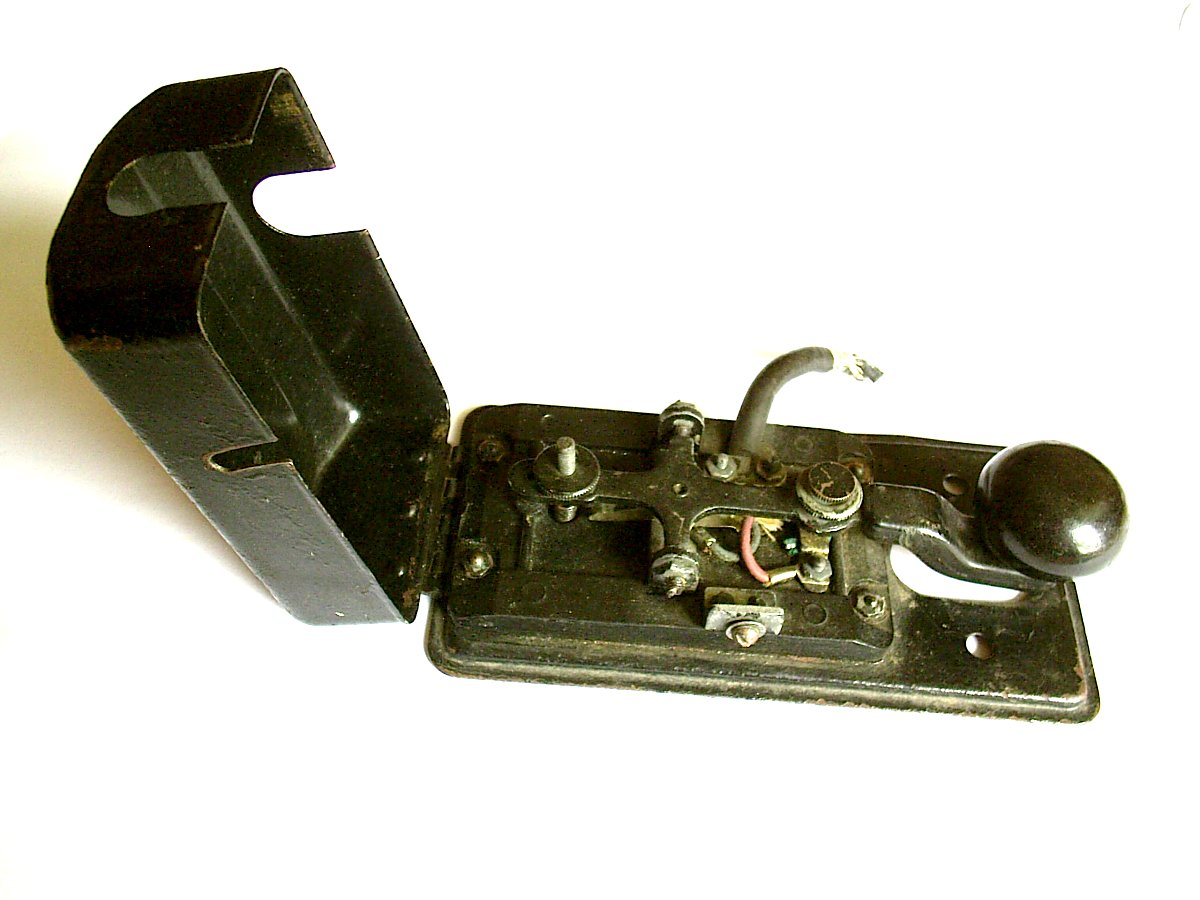
Klucz telegraficzny od radiostacji RBM-1

Klucz telegraficzny – urządzenie służące do zamykania lub przerywania (kluczowania) obwodu elektrycznego w celu wygenerowania długich i krótkich impulsów odpowiadających kreskom i kropkom alfabetu Morse’a.

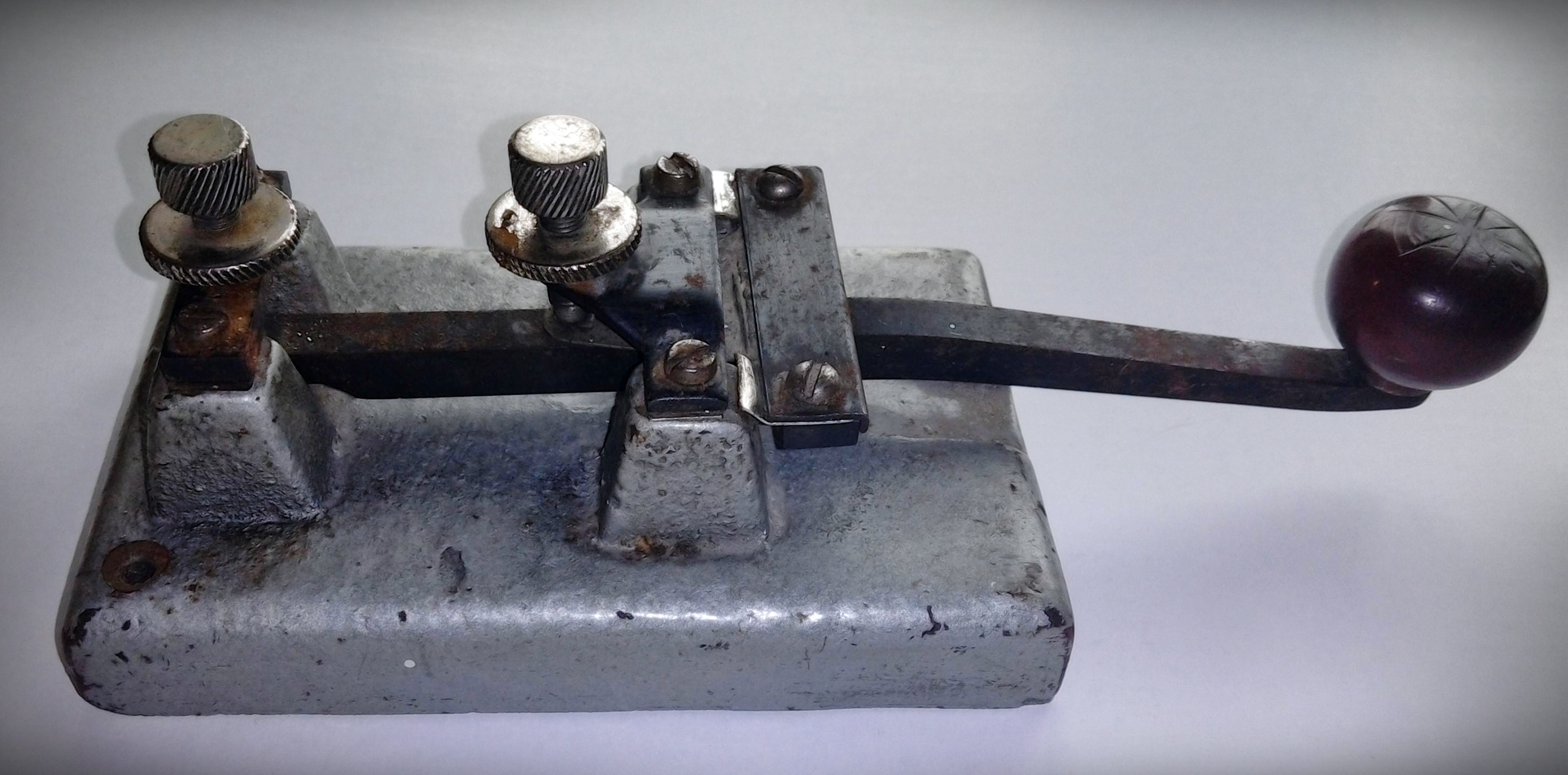
Klucz telegraficzny sztorcowy

Na początku rozwoju telegrafii stosowano proste klucze sztorcowe, realizujące połączenie dwóch przewodów. Aby usprawnić nadawanie skonstruowano wiele nowych rodzajów kluczy, np. boczne, dwudźwigniowe, półautomatyczne i inne, które umożliwiają większą szybkość nadawania przy zachowaniu stałego stosunku długości czasu kresek do kropek.
Na sprzęcie wojskowym eksploatowane były klucze automatyczne z klawiaturą alfanumeryczną. Przykładem może być tutaj klucz automatyczny produkcji rosyjskiej R-010 lub produkowane przez polski przemysł zbrojeniowy, urządzenie PDM-1 (przetwornik dalekopisowy kodu Morse’a). Umożliwiał on przetwarzanie sygnałów dalekopisowych (kod dalekopisowy MTA-2) na znaki kodu Morse’a.